# Tomasz Czubak
Tomasz Czubak (Polonia, 16 de diciembre de 1973) es un atleta polaco, especializado en la prueba de 4x400 m, en la que llegó a ser campeón mundial en 1999.

## Carrera deportiva
En el Mundial de Atenas 1997 ganó la medalla de bronce en relevos 4x400 m, tras Reino Unido y Jamaica, siendo sus compañeros de equipo: Piotr Rysiukiewicz, Piotr Haczek y Robert Maćkowiak.
Dos años después, en el Mundial de Sevilla 1999 ganó la medalla de oro en la misma prueba, con un tiempo de 2:58.91 segundos, por delante de Jamaica y Sudáfrica, siendo sus compañeros de equipo: Robert Maćkowiak, Jacek Bocian y Piotr Haczek.